# Видео-игра
Видео-игра (видео-игрица или само игрица) је игра која се игра уз помоћ аналогних или дигиталних рачунара или играчких конзола прикључених на рачунар или телевизор. У новије време је један од најпопуларнијих облика забаве на свету. Видео-игре се из дана у дан развијају, и побољшавају им се техничке карактеристике. Постају све важнији економски фактори многих земаља. Основни захтеви видео-игара су излазни и улазни графички уређаји. Новије игре захтевају графички процесор и мрежну опрему. Што време даље одмиче и видео игре постају напредније, тако им се повећавају хардверски захтеви тако да су потребна све снажнији рачунари да би се могле покренути.
Постоји много жанрова видео игара, а само неки од њих су RPG (играње улога), акцијске игре, пуцачине (из првог и трећег лица) и платформске игре. Данас оне најчешће долазе на CD-овима или DVD-овима, а некада су долазиле на ROM кертриџима. Неке се видео игре могу и скинути са Интернета. Уређај који се користи за играње игре кући се зове конзола. Постоји и постојало је много врста конзола и кућних рачунара намењених за играње; неке од првих су Атари (Atari 600), Сега (Sega) и Нинтендов систем за забаву (Nintendo Entertainment Sistem) током 80-их година. Новије конзоле су Xbox 360 (Xbox 360), Плејстејшн 3 (PlayStation 3) и Нинтендо Вии (Nintendo Wii). Најпродаванија конзола свих времена је Плејстејшн 2 (PlayStation 2) коју је произвео Сони (Sony). Осим конзола, људи користе и персонални рачунар како би играли игре које се на персоналном рачунару зову компјутерске игре. За старије конзоле се обично не праве новије игре, иако се игре за конзоле понекад емулирају за персоналне компјутере.
Дигиталне игре су игре које су засноване на напредној компјутерској и интернет технологији и на виртуелној платформи. Оне корисницима омогућују и интеракцију са другим играчима као и са групама других играча. „Дигитална игра се дефинише као систем у ком играчи учествују у вештачком сукобу, дефинисаним правилима, што резултира у измеривом исходу.“ Дакле, дигиталне игре су првобитно креиране за забаву. Временом је постало јасно колики потенцијал оне имају за укључивање у процес образовања.

## Историјат
Историја видео-игара сеже до 1948. године када је Томас Т. Голдсмит добио идеју видео-игре и патентирао је. Прва видео-игра која је била представљена јавности била је Тенис за двоје Вилијама Хигинботхама 1958. године. Прва рачунарска игра била је Свемирски рат (Spacewar) из 1961. године коју су осмислили два студента Масачусетског Института за технологију према научно-фантастичној причи Скајларк (Skylark). Прва генерација видео-игара састојала се од текстуалних игара. То су биле игре у којима је играч ручно уносио команде и тако одређивао куда се жели кретати. Друга генерација видео-игара представљала је мешавину текстуалних игара и игара са статичном графиком. Водећи жанр у 70-им и 80-им годинама 20. века биле су текстуалне авантуре. Прва текстуална авантура била је Авантура (Adventure) (Краутер и Вудс 1976), направљена 15 година након Свемирског рата.
Како се хардвер развијао, тако су и игре постајале комплексније. Рачунари 80-их година били су већ довољно снажни да покрену игре с графиком, па је дошло раздобље графичких авантура. Доласком миша текстуални интерфејс је замењен графичким. Тако су у осамдесетим годинама стратешке игре преузеле титулу најпопуларнијих. С развитком технологије рачунари су постали довољно јаки да приказују покретне објекте, па је то довело до појављивања нових жанрова као што су симулације летења и вожње аутомобила. Такође је дошло до унапређења постојећих жанрова. У раним деведесетим годинама развојна кућа Апач Софтвер (Apache Software) је креирала демо верзије игара што је играчима омогућило да први део игре пробају бесплатно, али су за остатак игре морали платити. Демо верзије постоје и данас, уз пробне верзије које омогућују играчима да испробају игру на одређено време, обично око 60 минута.
FPS (енг. First-Person Shooter), пуцачина у првом лицу, жанр је креиран представљањем игре Вулфенштајн (Wolfenstein 3D) ид Софтвер (id Software, 1992. године). Вулфенштајн представља једну од најпродаванијих игара свих времена. Док су процесори водећих Сега (Sega) и Нинтендо (Nintendo) играчких конзола радили на фреквенцији између 3 и 7 MHz, 486 процесор је радио на много већих 66 MHz што му је омогућавало да изврши пуно већи број прорачуна у секунди. 1993. године је изашао FPS Дум (Doom) који је био преломна тачка у графици и дизајну.

## Развијање
Појавом првих персоналних рачунара, јављају се и прве дигиталне игре. Претеча видео-игара била је игра „Понг“ (мини стони тенис), коју је креирала компанија Атари. 1972. године. Средином осамдесетих година, видео игре почињу да се користе за професионалну обуку војске. У то време компаније Нинтендо и Сега на тржиште избацују конзолне игре. Конзолне игре су стекле веома велику популарност код млађе популације. Период осамдесетих година обележава виртуелна стварност (Virtual Reality). „Данас се виртуелна стварност користи у виду дигиталне, интерактивне креативне форме забаве, али и у медицини, науци, дизајну производа, индустријским технологијама и образовању.“ Појавом Интернета и мултимедијалних рачунара, настаје ново раздобље дигиталних игара.
За развој видео-игре често је потребно неколико десетина па и стотина људи који раде на њој. Развојни тим видео-игара, како се називају запосленици у индустрији видео-игара, примарно укључују програмере и графичке дизајнере. Током година у развојни тим су се почели укључивати и дизајнери звука, музичари и остали, који сви раде на томе да игра буде што боља, квалитетнија и занимљивија играчу. У пројекту посебно помаже продуцент игара.
Некада је на игри често радила само једна особа, али с повећаном комплексношћу платформи и њиховог садржаја све више су били потребни већи тимови људи за генерисање графике и звука, програмирање и сл. Ипак, још увек није у потпуности нестала пракса да једна особа ради игру.

### Модификације
Многе игре за персонални рачунар су дизајниране тако да их технички оријентисани играчи могу по потреби модификовати. То су модификације или краће модови који могу додати ноту интересантности игри. Развојни тимови попут ид Софтвер (id Software), Валв (Valve), КрајТек (CryTek), Бетезда (Bethesda), Епик Гејмс (Epic Games) и Блицард Ентертејнмента (Blizzard Entertainment) издају своје игре с неком врстом развојних алата који су се користили за израду игре заједно с документацијом за израду модова. Интернет је јефтини медиј за промоцију и дистрибуцију модова, који могу бити фактор за комерцијални успех појединих игара.

### Варање
Варање у видео-играма може обухватати шифре или кодове и скривена места који је произвођач имплементирао у игру, модификације од трећих страна, или искориштавање багова у игри од стране играча. Варање чини игру једноставнијом или занимљивијом, нпр. тако што даје неограничену количину ресурса (нпр. злата, оружја, муниције, здравља), омогућавајући играчу да хода кроз зидове и сл. Неки начини варања могу омогућити играчу коришћење иначе недоступних могућности или пружити необичне или забавне ефекте, нпр. промењене боје у игри и остали видови промењене графике.

### Багови
Иако међу развојним тимовима често постоје тестери који увек изнова играју игре и покушавају открити багове у њима, понекад им понеки и промакне. То се може догодити ако се баг појављује само у необичним тренуцима у игри, био је премален да би се исправио, или се програмерима журило да издају игру. Багови могу рангирати од мањих графичких нелогичности и грешака до оних озбиљних који могу избрисати коришћене податке у вези игре или узроковати да она не ради добро или чак уопште. У неким случајевима издавачи издају закрпе које исправљају багове. Понекад баг може бити и добар за играча, и у том случају се назива експлоит.

## Дигиталне образовне игре
Дигиталне игре у образовном процесу карактерише интеграција образовног садржаја са особинама игре. Образовне дигиталне игре у себи садрже неке од добро познатих педагошких концепата. У образовним дигиталним играма можемо препознати обележја конструктивистичких, бихевиористичких и когнитивистичких приступа. Савремене образовне игре све више стављају акценат на конструктивистички приступ, док су у ранијем периоду друга два била заступљенија. Савремене дигиталне образовне игре корисницима пружају могућност за интеракцију, као и за прилагођавање потребама појединаца. „У последње време, појавио се нови покрет, који се описује као Озбиљне игре (енг. Serious Games). Циљ овог покрета је употреба нове технологије игара за образовне потребе или потребе обуке и истраживања образовног, терапеутског и социјалног утицаја дигиталних игара, које су рађене са унапред предвиђеним резултатима учења или без њих.“ Овај покрет је изузетно значајан за ученике нове генерације, који се називају дигитални урођеници. Наставници такође, све више увиђају неопходност укључивања дигиталних образовних игара у наставни процес, за ученике који данас махом спадају у групу дигиталних урођеника. Дигиталне образовне игре се могу користити у различитим формама, укључујући ЦД-РОМ, DVD и онлајн.

## Жанрови
Дигиталне игре се могу поделити у више група посматрајући неке од следећих критеријума: софтверска архитектура, платформа, модалитет и произвођач.
| Софтверска архитектура                                    | Платформа | Модалитет                                                                              | Произвођач                                            |
| 1. апликационе игре, 1. клијент-сервер игре, 2. веб игре. | 1. персонални рачунар, 1. конзолна игра за коју је неопходан ТВ, 2. портабл игре, 3. игре путем мобилних телефона... | 1. за једног играча, 1. за више играча, 2. мрежна игра, 3. масивно вишеиграчка игра... | Electronic Arts, Lucas Arts, Nintendo, Talevords итд. |

У литератури се дају различите таксономије дигиталних игара. Ми прилажемо класификацију на девет категорија дигиталних игара, као и њихово објашњење које даје М. Ристић :
1. Авантуристичке игре/игре потраге;
2. Игре симулације;
3. Игре за размишљање;
4. Акционе игре;
5. Стратегија у реалном времену;
6. Игре играња улога;
7. Масивно вишеиграчка игра играња улога;
8. Игре виртуелне реалности и
9. Мешовите игре.

### Акционе игре
Ова врста игара је можда најједноставнија и једна од најстаријих. Акционе игре већ дужи низ година спадају међу најпродаваније дигиталне игре. Основна карактеристика ових игара је да оне пре свега подстичу рефлексе играча. Из ове категорије произашле су многе друге поткатегорије. Овој групи игара припадају: 1) игре умешности или прецизности као што су голф, тенис или билијар које подстичу прецизност играча који управља командама као што су тастатура, миш или џојстик; 2) платформске игре у којој играч уводи на сцену лик који прелази са платформе на платформу како би избегао опасности или повећао добитак. Већина игара је рађена у 2D окружењу, а развојем њих произашле су 3D тј. FPS, 3D платформе, авантуре итд. Једна од најпознатијих игара ово типа је Супер Марио и 3) игре пуцања које су најпознатије и истовремено најоспораваније у којима је циљ играча да уништи непријатеља који се појављује на екрану (лик, летелица, подморница). Акционе игре се користите за побољшање чула и спретности играча као и вештина прецизности и моторичких вештина. У данашње време већина акционих игара је рађена у Макромедиа флеш (Macromedia flash) окружењу. Мале су величине и нема потребе за инсталацијом.

### Авантуре
Авантуристичке игре/игре потраге почивају на сценарију који одговара роману или филму. Играч у одређеном времену треба да реши велики број енигми, да пронађе одређене предмете, употреби их на одговарајућем месту итд. Ове игре захтевају концентрацију, развијају способност доношења одлука, решавања проблема и помажу развој осећаја за простор. Потребно је да задаци у игри буду у усклађени са наставним планом и програмом.
Развој авантура почиње 1970. са Авантуром Огромне Пећине (Collosal Cave Adventure), касније познатом као Зорк (Zork) серијал. Играч је био главни лик приче, током играња наилазио би на разне загонетке решавајући део по део уз разне предмете. Прве игре овога типа биле су текстуалне и играч је команде задавао текстуалним путем (на пример, „иди напред“ - (енг. go forward), или „покупи то“ - (енг. pick up) и рачунар би исписивало реакције на то. У случају да је играч уписао непостојећу или неправилну команду исписала би се порука о грешци. С развојем графике развијају се и авантуре па уместо текстуалних команди сада би играч уз помоћ миша давао команде. Ове игре се сада зову покажи и кликни (енг. point-and-click) авантуре и стекле су велику популарност захваљујући серијалима као што су Острво мајмуна (Monkey Island), Краљев задатак (King's Quest) или Сломљени мач (Broken Sword).

### Аркаде
Аркаде представљају све игре које се играју на одређеним машинама уз помоћ жетона или новца. Раде на принципу да се након убацивања новца или жетона добије одређен број бодова (живота) или времена. Ове игре се обично налазе у забавним парковима, центрима, кафићима итд. Најпознатије игре овога типа су: покер и слот. Поред ових игара у аркадне игре спадају и флипер, пикадо, стони фудбал итд.

### Хорор преживљавање
Хорор преживљавање (енг. Survival Horror) је жанр у којем водите једног лика и покушавате преживети у ригорозним условима. Елемент страха је свеприсутан. Игре знају бити тешке у погледу акције и решавања разних загонетки. Графички су превладавале савременије игре у 3D окружењу (ради већег реализма). Призори крви су често навелико и нашироко присутни, као и много насилних и морбидних сцена, стога се не препоручују млађим играчима, нити онима са слабим срцем. Неке игре су чак и забрањене у појединим државама.

### Симулације
Под симулацијама се подразумевају игре у којима се симулира стварни живот или неки његови делови.
Игре симулације су добро познате широј јавности пре свега због симулатора летења и симулатора за вожњу аутомобила. Други типови игара симулације дају могућност играчу да доноси одлуке у разноврсним областима (економија, историја, 7 биологија, екологија, пољопривреда...). Трећи тип игара симулације су спортови у којима играч прави стратешке изборе. Суштина ових игара се огледа у експерименталном моделу феномена који се изучава. Циљ симулације је да прикаже могућу реалну ситуацију у којој се одређени параметри могу мењати, а што изазива промену стања посматраног система. Тиме се ствара проблемска ситуација коју ученик треба да реши. Ученици могу да примене различите концепте и да сами уоче последице својих одлука. Игра симулације ученике подстиче на анализу. Симулације у којима се играчу даје модел са којим ће играти зову се симулације понашања. Оне могу бити динамичке (ученик може да мења параметре модела и да проверава научне и своје претпоставке); методолошке (суштина је да ученик сазна разлику између природе и симулације природе, односно да утврди домен корисности симулације у учењу) и оперативне (што подразумева симулацију експеримента, средства или процеса за задатком да се истакне циљ или пронађу релације међу зависним варијаблама). Игра SimEarth је добар пример примене игре симулације на подручју екологије.

#### Управљачке симулације
У симулације такође спадају и игре као што је то Симсови (Sims), игра у којој играч симулира живот компјутерских ликова кроз разне радње као у реалном животу или СимГрад (SimCity), где је циљ изградити град, успут свладавајући разне препреке. Према томе симулација је опширан појам и из њега су произашле разне категорије као што су игра Бога (енг. God game), стратегија у реалном времену итд.
Најпознатије игре овог типа су: Симсови (Sims), Црно и Бело (Black&White), СимГрад (SimCity), Град Тајкуна: Њујорк (Tycoon City: New York).

#### Симулације вожње и летења
Ове се ипак издвајају као посебна група, будући да су често на граници и са спортским играма. Тако симулације вожње могу бити и спортска такмичења, али и разне аркадне игре као Потреба за брзином (Need For Speed) серијал.
То су игре као што су Мајкрософтов симулатор летења (енг. Flight Simulator), игра у којој играч преузима улогу пилота авиона, или друге које симулирају свемирске летелице.

### Спортске игре
Спортске игре су игре које симулирају одређену врсту спорта. Јако су популарне и симулирају све врсте спортова укључујући фудбал, кошарку, одбојку, рукомет, голф, рагби, бејзбол, куглање, риболов, лов, бокс итд. Све игре углавном садрже имена правих играча, а сваке године излазе нове верзије игара па се истовремено и ажурирају са новим играчима. Најпознатији издавач ових игара је фирма И-Еј Спортс (EA Sports).
Најпознатије игре овога типа се углавном зову по организацијама, лигама или појединцима које су у њима у првом плану: ФИФА Фудбал (FIFA Soccer), Ен-Би-Еј Уживо (NBA Live), Ен-Ха-Ек (NHL), Тајгер Вудс (Tiger Woods) и друге.

### Игре за размишљање
Игре за размишљање почивају на интелектуалном напору који играч треба да уложи. Играчи обично играју традиционалне игре као што су: шах, даме, карте, монопол и игре меморије.

### FPS - пуцачина у првом лицу
Пуцачка игра из првог лица, се може сматрати као поткатегорија акционих пуцачина. Игре су рађене у тродимензионалном окружењу и у потпуној интеракцији играча и околине. Такође многе игре са погледом из трећег лица се сматрају FPS играма као што су Star Wars Battlefront, Unreal Tournament 2004, Duke Nukem 3D. Поред обичних постоје и тзв. шуњалице или „(енг. stealth-based games, игре шуњања)” као што је Splinter Cell и Thief. FPS игре су јако популарне и спадају у групу најпродаванијих игара данас.
Најпознатије игре овога типа су: Half-Life, Counter-Strike, Quake, Doom, Halo, Far Cry, Battlefield

### RTS - стратегије у реалном времену
RTS (енг. Real-Time Strategy), стратегија у реалном времену, би била игра у којој се не игра на потезе, као у TBS (енг. turn-based strategy), потезним стратегијама, већ у реалном времену. Играч управља једном нацијом и развија је војно и економски да би на крају поразио другог играча. Прва игра овога типа изашла је 1983. - Стонкерси (Stonkers) и била је направљена за 3Х Спектрум (ЗX Spectrum). Највећу популарност RTS доживио је захваљујући Вествуд (Westwood) и Блицард (Blizzard) студију који су били заслужни за Командуј и Освоји (Command & Conquer), односно Воркрафт (Warcraft) серијал захваљујући којем је RTS стекао велику популарност. По многима, најизбалансиранија RTS игра је Старкрафт (StarCraft), у директном сродству са Warcraft играма, чији мултиплејер мод је и сада, десетак година касније, популаран међу играчима.
Најпознатије игре овога типа су: Свет Воркрафта (Warcraft серијал), СтарКрафт (StarCraft), Командуј и Освоји (Command & Conquer), Доба Империје (Age of Empires), Дјун (Dune серијал).

### RPG - игре играња улога
RPG (енг. Role-playing game), игре играња улога, су игре у којој играч преузима улогу лика и пролази кроз игру путем нарације, односно интеракције са осталим NPC (неигривим играчима) компјутерски вођеним ликовима. Играч има потпуно креативну контролу над причом. Битни погледи ових игара јесу креирање и даље унапређивање ликова. У току игре играч добија бодове које троши на даљи развој лика. RPG се могу поделити на 2 врсте:
- западњачке
- јапанске

Главна разлика између ових игара је у томе што су јапанске игре више линеарне и играч нема пуну контролу над причом. Такође, у западњачким играма конструкција лика је потпуно другачија од јапанске, па тако приликом креирања ликова играч може бирати расу и класу. Класе у већини игара су сличне па играч може бирати између Вориор (ратник), Мејџ (мађионичар), Некроменсер (вођа), Монк (монарх), Арчер (стрелац). Свака класа се одликује одређеним атрибутима које се повећавају како играч напредује кроз игру и свака класа има специјалне моћи па тако Некроменсер подиже мртве, Мејџ баца магије, Монк лечи итд. Све ове класе имају своје предности и мане. За разлику од тога у јапанским RPG играма главни јунак приче је најчешће ратник. Једно од карактеристика јапанских игара јесу 4 елемента света, ватра, вода, ваздух и земља која су у већини игара повезана са одређеним непријатељима, односно бићима.
Најпознатије игре овога типа су: Фајнал Фантази (Final Fantasy), Балдурс Гејт (Baldur's Gate), Диабло (Diablo), Диабло 2(Диабло 2), Моровинд (Morrowind), Невервинтер најтс (Neverwinter Nights), Звездани океан (Star Ocean), Грандиа (Grandia), Лунар (Lunar), Хроно Тригер (Chrono Trigger), Хроно Крос (Chrono Cross) и Суикоден (Suikoden).

### MMORPG - Масивна више-играчка игра играња улога
Масивно вишеиграчка игра играња улога (енг. Massive Multiple Online RolePlaying Games – MMOPG) је једна од најновијих типова игара за иако играчи за њу плаћају месечну претплату. Изузеци су бесплатне игре овога типа као што су Планетсајт 2 (PlanetSide 2), Најт Онлајн (Knight Online), Анархи Онлајн (Anarchy Online) итд. Једна карактеристична игра за овај жанр је Гилд Ворс (Guild Wars) јер је то једина ММО игра која не захтијева месечну претплату него само купљени оригинал.
Најпопуларнија игра јесте World of Warcraft која има преко 9 милиона љубитеља широм света. Образовне потенцијале ове игре карактерише истраживачка компонента и могућност за сарадњу између играча. Игре виртуелне реалности - подразумевају употребу специјалне опреме. Опрема се састоји из дисплеја или кациге која се монтира на главу корисника прекривајући му очи и уши. У кациги су монтирани минијатурни ТВ екрани и слушалице. За кретање и дејства у виртуелном свету кориснику су потребне сензорске рукавице или рукавице података. Рукавица је улазна јединица која претвара покрете и позиције у компјутерске сигнале. Системи са високим степеном утапања подразумевају коришћење виртуелног одела са сензорима распоређеним по целом телу корисника. Користи се и платформа за кретање која обезбеђује осећај путовања по виртуелном свету или точак. Све ове компоненте су повезане са централним рачунарским системом који без обзира на ниво урањања мора поседовати софистицирану програмску подршку која омогућава улазак у тродимензионални виртуелни свет. Као што смо напоменули у једном ранијем раду синтетичко виртуелно 3Д окружење нуди најефикаснију форму за учење и обуку и то путем искуства. Софтвер виртуелне стварности нуди тродимензионалну компјутерски генерисану информацију креирану у реалном времену, која за разлику од анимације пружа осећај слободе покрета. Виртуелна стварност омогућава учење путем искуства. То је истовремено активно и интерактивно учење. Корисницима је дата могућност да утичу на кључне елементе окружења, да мењају параметре и проверавају претпоставке. Окружење базирано на симулацији ствара осећање присутности у окружењу и стварног доживљаја. Виртуелна стварност нам омогућава да се слободно поигравамо са експериментима чије би извођење у свету било опасно и наравно да експеримент симулирамо неограничен број пута.

### Мешовите игре
Мешовите игре су све присутније на тржишту дигиталних игара. Најпознатије игре су истовремено и игре симулације и игре авантуре и стратешке игре. За поменуту игру Civilization, можемо рећи да припада овој категорији.

## Социјални аспект

### Демографија
Nilsen aktivna gejmerska studija (Nielsen Active Gamer Study) у октобру 2005. анкетирао је 2000 гејмера (енг. gamer), особа које играју игре, те је изнео неколико података. Велики део мушких гејмера стар је између 25 и 40 година. Кежуал онлајн игре у стилу слагалица и једноставне игре на мобилном телефону играју отприлике подједнако и мушки и женски пол. У задње време повећава се сегмент женских играча агресивних стилова игара који се историјски сматрају примарно мушким жанровима (нпр. пуцачине из првог лица). По ЕСРБ-уESRB-у скоро 41% гејмера чине жене и девојчице.
Упоређујући ове податке с онима од пре 20 година, види се да је повећан број одраслих играча као и жена које играју игре. Иако је маркетинг за тинејџере и младе одрасле мушкарце још увек снажан, демографија се ипак мења. ЕСА (ESA) има сажетак података добијених из анкете у 2011. у којој је учествовало скоро 1200 америчких домаћинстава, а коју је спровео Ипсос МедиаЦТ (Ipsos MediaCT):
- Просечни гејмер има 37 година и 12 година искуства у игрању. 38% гејмера има преко 18 година.[72]
- 42% свих гејмера су жене; жене старије од 18 година представљају једну од најбрже растућих аспеката демографије играчке индустрије
- Данас има више одраслих жена које играју видео игре (37%) од дечака и младића који су стари 17 година или мање (13%).[73]
- 29% гејмера је старије од 50 година, што представља повећање од 9% у односу на 1999. годину[74]
- 65% гејмера игра се с пријатељима
- 55% гејмера игра се на мобилним телефонима[75]

| Регион/Земља | Истраживачка компанија | Однос (жена наспрам мушкараца) |
| ------------ | ---------------------- | ------------------------------ |
| Аустралија   | IGEA                   | 47 : 53                        |
| Канада       | ESAC                   | 46 : 54                        |
| Кина         | 17173                  | 27 : 73                        |
| Јапан        | 17173                  | 66 : 34                        |
| Нови Зеланд  | IGEA                   | 46: 54                         |
| Америка      | ESA                    | 47 : 53                        |
| Европа       | ISFE                   | 45 : 55                        |
| Аустрија     | ISFE                   | 44 : 56                        |

### Контроверзе
Као и с њима повезани медији, компјутерске и видео игре су биле често предмет разних цензура и контроверзи због различитих разлога: насиља, сексуалних тема, коришћења дрога и алкохола, пушења, пропаганде и псовања. Критичаре укључују, између осталих, родитељске групе, политичаре и организоване религијске скупине. Неке су игре оптужене да узрокују зависност па и насилно понашање (за шта се посебно оптужује серијал Гранд Тефт Ауто (Grand Theft Auto), иако није доказана веза између играња насилних игара и примењивања насилног понашања у животу. Када је нека видео игра цензурисана, то значи да неко подручје контролише њено играње, дистрибуцију и продавање. Цензура долази у много облика, а и она сама предмет је контроверзи и спорова.
Поједине организације попут ЕСРБ (ESRB) у Северној Америци оцењују игре тако да им одреде прикладност за одређене старосне групе те сукладно томе стављају ознаку година на кутију игре, обично на њен предњи део.